# Marcel Oosterveer
Marcel Frank Oosterveer (Assen, 21 december 1966) is een Nederlandse bestuurder en VVD-politicus. Sinds 1 december 2022 is hij burgemeester van Waalre.

## Biografie
Oosterveer is geboren in Assen en ging van 1979 tot 1985 naar het havo aan het Sint-Joriscollege in Eindhoven en van 1985 tot 1987 naar het vwo aan het Gemeentelijke Scholengemeenschap Genderdal (GSG) in Eindhoven. Van 1987 tot 1990 studeerde hij algemene economie aan de Universiteit van Tilburg en behaalde zijn propedeuse. Van 1990 tot 1993 studeerde hij bedrijfseconomie en van 1991 tot 1993 accountancy aan de Erasmus Universiteit Rotterdam, maar rondde beide studies niet af.
Oosterveer was van 1994 tot 2018 eigenaar van een adviesbureau en van 2007 tot 2017 werkte hij voor het Centrum tot Bevordering van de Import uit ontwikkelingslanden (CBI). Van 2003 tot 2007 was hij lid van de Provinciale Staten van Noord-Brabant en van 2003 tot 2006 lid van de gemeenteraad van Eindhoven. Van 2006 tot 2010 was hij commissielid van Eindhoven en van 2010 tot 2018 opnieuw lid van de gemeenteraad van Eindhoven.
Oosterveer was vanaf 29 mei 2018 wethouder van Eindhoven en hij heeft in zijn portefeuille Financiën, Cultureel Vastgoed, Invoering Omgevingswet, Bedrijfsvoering inclusief P&O, Toezicht, Global Goals, Dienstverlening en Bezwaar en beroep. In maart 2022 maakte hij bekend niet terug te keren als wethouder.
Oosterveer werd op 4 oktober 2022 door de gemeenteraad van Waalre voorgedragen als nieuwe burgemeester. Op 14 november dat jaar werd bekendgemaakt dat Oosterveer bij koninklijk besluit werd benoemd met ingang van 1 december dat jaar. Op 1 december dat jaar vond ook de installatie en beëdiging plaats.